# Hrubeš
Existuje více nositelů příjmení Hrubeš:
- Eduard Hrubeš (1936–2021) – český hudebník a moderátor
- Eduard Hrubeš (zpěvák) (1914–1979) – český operní pěvec
- Ferdinand Hrubeš (1857–1938) – český matematik
- Jan Hrubeš (1951–2021) – český pedagog, pracovník ministerstva vnitra ČR a Prahy 6
- Jarmila Hrubešová (1929–2008) – česká teatroložka a překladatelka
- Jiří Hrubeš (* 1958) – český bubeník
- Jiří Hrubeš (zpěvák) (1911–1989) – český operní pěvec
- Josef Hrubeš (* 1916) – český boxer, účastník LOH 1936
- Karel Hrubeš (* 1993) – český fotbalový brankář
- Marie Hrubešová (1909–1978) – české spisovatelka a překladatelka
- Markéta Hrubešová (* 1972) – česká modelka a herečka
- Miloš Hrubeš – český hokejista
- Pavel Hrubeš – český hudebník
- Petr Hrubeš (* 1975) – český fotograf

jiným pravopisem
- Horst Hrubesch (* 1951) – německý fotbalista, účastník ME 1980
- Christian Hrubesch (* 1951) – rakouský politik

jiný význam
- Hrubeš a Mareš jsou kamarádi do deště – český film z roku 2005